# Distribuzione continua

La funzione di massa di probabilità p(s) specifica la distribuzione della probabilità per la somma S del risultato di due dadi a sei facce.

In teoria della probabilità, una distribuzione di probabilità continua è una distribuzione di probabilità che possiede una funzione di densità. Viene anche chiamata distribuzione assolutamente continua, in quanto la sua funzione di ripartizione è assolutamente continua rispetto alla misura di Lebesgue. Se una variabile casuale X ha distribuzione di probabilità continua, allora X è detta variabile casuale continua. Ci sono molti esempi di distribuzioni di probabilità continue, tra cui le distribuzioni normale, uniforme e chi quadrato.
Intuitivamente, le variabili casuali continue sono quelle che possono assumere un insieme continuo di valori, al contrario delle distribuzioni discrete, per le quali l'insieme dei possibili valori ha cardinalità al più numerabile. Inoltre, mentre per una distribuzione discreta un evento con probabilità zero è irrealizzabile (come, ad esempio, ottenere 3½ da un lancio di un dado tradizionale), questo non è vero nel caso di una variabile casuale continua. Ad esempio, misurando la lunghezza di una foglia di quercia, è possibile ottenere il risultato 3½ cm, ma questo ha probabilità zero poiché vi sono infiniti possibili valori tra 3 cm e 4 cm. Ognuno di questi ha probabilità zero,
ma la probabilità che la lunghezza della foglia sia nell'intervallo (3 cm, 4 cm) è non nulla. Questo apparente paradosso è causato dal fatto che la probabilità che una variabile casuale X assuma valori in un insieme infinito, come un intervallo, non può essere calcolata semplicemente sommando la probabilità dei singoli valori.
Più formalmente, dato che, per definizione, ogni variabile casuale continua X  ha una funzione di densità ƒ(x), allora la probabilità che X cada nell'intervallo [a, b] è data dall'integrale
{\displaystyle \Pr[a\leq X\leq b]=\int _{a}^{b}f(x)\,dx}
In particolare, la probabilità che X assuma un singolo valore c (o, equivalentemente, c ≤ X ≤ c) è zero, poiché un integrale con limiti inferiore e superiore coincidenti è sempre uguale a zero.
Come detto, la funzione di ripartizione di una distribuzione continua è assolutamente continua. La condizione che tale funzione sia continua è più debole ed esiste una classe di distribuzioni, le distribuzioni singolari, che non sono né continue, né discrete, né una mistura di queste. Tali distribuzioni tuttavia, non si incontrano mai nelle applicazioni pratiche. Alcuni autori, chiamano distribuzioni continue quelle la cui funzione di ripartizione è continua, andando quindi ad includere anche le distribuzioni singolari.

## Tabella delle distribuzioni continue più comuni
Nel seguito una tabella delle distribuzioni continue più comuni, si sottintende che la funzione di densità vale 0 al di fuori del supporto
e che la funzione di ripartizione vale 0 nei punti precedenti al supporto e 1 nei punti successivi.
| Distribuzione                   | Parametri                    | Supporto                         | Funzione di densità                                                                                                  | Funzione di ripartizione                                                                                       | Valore medio                          | Varianza                                  |
| ------------------------------- | ---------------------------- | -------------------------------- | --- | --- | ------------------------------------- | ----------------------------------------- |
| distribuzione continua uniforme | {\displaystyle a<b}          | {\displaystyle [a,b]}            | {\displaystyle {\frac {1}{b-a}}}                                                                                     | {\displaystyle {\frac {x-a}{b-a}}}                                                                             | {\displaystyle {\frac {a+b}{2}}}      | {\displaystyle {\frac {(b-a)^{2}}{12}}}   |
| distribuzione normale           | {\displaystyle \mu ,\sigma } | {\displaystyle \mathbb {R} }     | {\displaystyle {\frac {1}{\sqrt {2\pi \sigma ^{2}}}}\,e^{-{\frac {1}{2}}\left({\frac {x-\mu }{\sigma }}\right)^{2}}} | {\displaystyle {\frac {1}{2}}\left[1+\mathrm {erf} \!\left({\frac {x-\mu }{\sigma {\sqrt {2}}}}\right)\right]} | {\displaystyle \mu }                  | {\displaystyle \sigma ^{2}}               |
| distribuzione esponenziale      | {\displaystyle \lambda >0}   | {\displaystyle \mathbb {R} ^{+}} | {\displaystyle \lambda \,e^{-\lambda x}}                                                                             | {\displaystyle 1-e^{-\lambda x}}                                                                               | {\displaystyle {\frac {1}{\lambda }}} | {\displaystyle {\frac {1}{\lambda ^{2}}}} |
| distribuzione Gamma             | {\displaystyle k,\theta >0}  | {\displaystyle \mathbb {R} ^{+}} | {\displaystyle {\frac {x^{k-1}e^{-{\frac {x}{\theta }}}}{\theta ^{k}\Gamma (k)}}}                                    | {\displaystyle {\frac {\gamma (k,x/\theta )}{\Gamma (k)}}}                                                     | {\displaystyle k\theta }              | {\displaystyle k\theta ^{2}}              |